# 藍渠
藍渠（1477年—？），字志張，號懼斋，福建興化衛軍籍，明朝政治人物。

## 生平
福建鄉試第十七名舉人。正德十二年（1517年）中式丁丑科會試第二百五十三名，登第二甲第二十九名進士。礼部观政，授随州知州，调欽州，升南京兵部员外郎，遷刑部郎中，致仕。

## 家族
曾祖藍淑真；祖父藍弘韶，贈戶部員外郎；父藍應，曾任前戶部郎中。母洪氏（封宜人）。慈侍下。兄濂。弟染、梁、瀛、淳。